# Ultramort
Ultramort es un municipio español de la comarca del Bajo Ampurdán, en la provincia de Gerona, Cataluña. 
La etimología del topónimo es incierta. En 1062 aparece por primera vez escrito bajo el nombre de «Vulturis mortuii» y en 1123 como «Vulture mortuo».

## Geografía

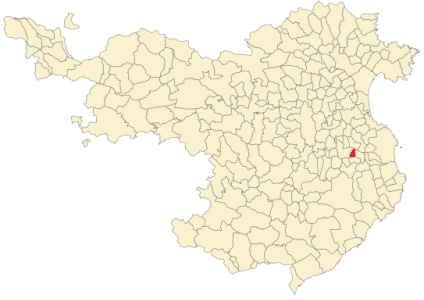
Situación de Ultramort en la provincia de Gerona

La localidad se sitúa en un cerro de unos 29 metros de altitud que se extiende de norte a sur en el margen derecho del río Ter, dominando una amplia extensión de fértiles tierras de cultivo ganadas a las aguas que antiguamente ocupaban la zona. De hecho, existía un pequeño estanque, hoy en día desecado, como indica el nombre del pla de l'Estanyol (estanque en catalán es estany), situado en el sureste del término municipal, limitando con Parlabá.
Limita al norte con el municipio de Verges, al sur con Parlabá, al este con Serra de Daró y al oeste con Foixá. El término municipal tiene una extensión de 4,36 km². Por el núcleo urbano pasa la carretera que une Figueras con La Bisbal del Ampurdán.
Una característica del pueblo de Ultramort es que no cuenta con población dispersa. Su población se encuentra concentrada en torno a la iglesia y se prolonga con dos arrabales en dirección norte con el nombre del lugar al que se dirigen, Torroella de Montgrí y Figueras.

## Historia

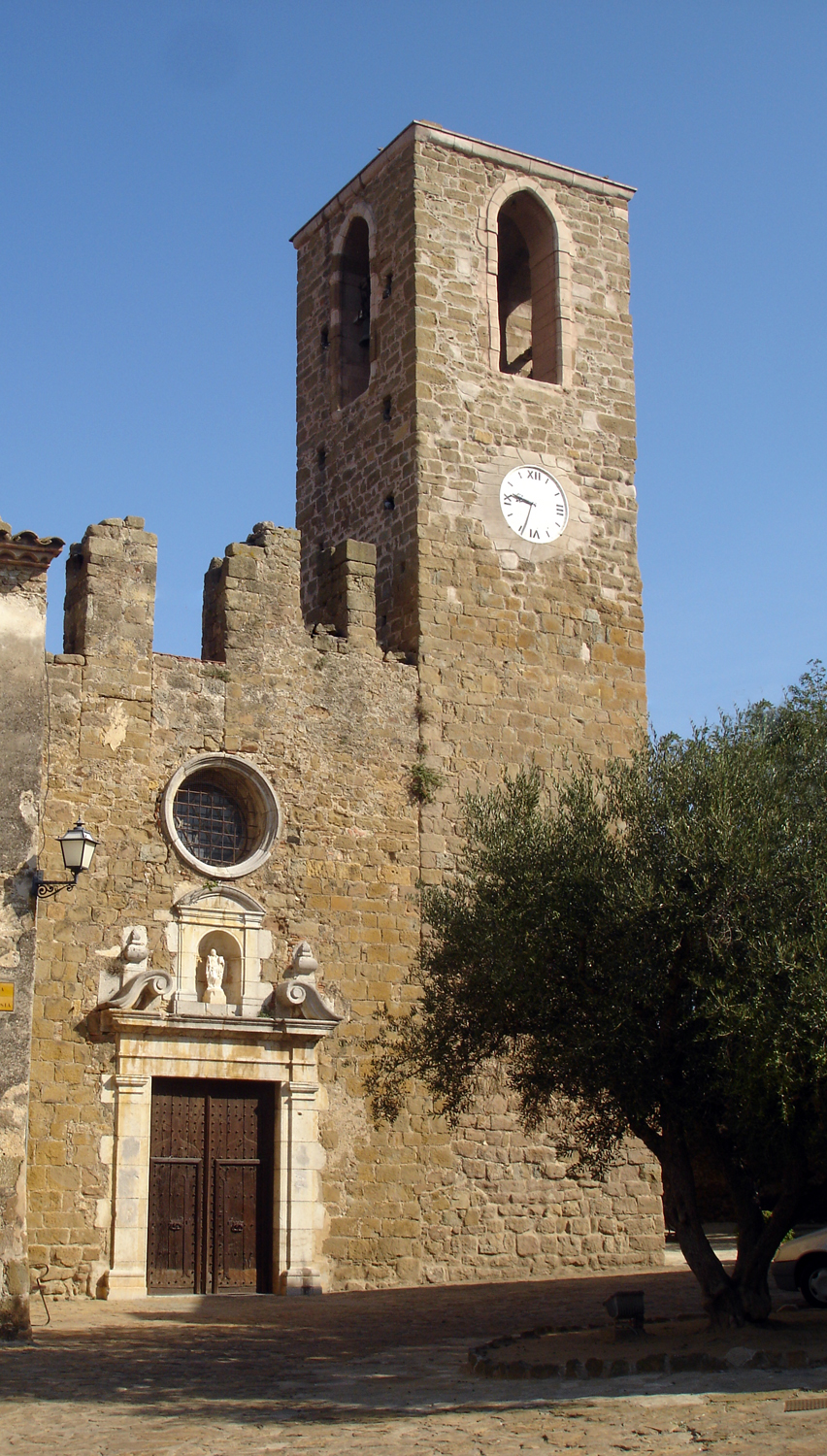
Iglesia de Santa Eulalia de Ultramort

La población de Ultramort está documentada desde el año 1046 con el nombre de Ultramorte. En 1316 pasó a formar parte del término del castillo de Rupiá, castillo en aquellos momentos posesión de los obispos de Gerona. Su dependencia duró muchos siglos, ya que se tiene constancia de que en el siglo XVII, Ultramort formaba parte junto a Parlabá, de un municipio encabezado por Rupiá. 
Ultramort tenía un castillo situado al norte de la plaza, entre el arrabal de la calle de Figueras y el de Torroella de Montgrí, en lo alto de una colina de formas suaves. Se trata del castillo de Gleu, conocido popularmente como el castillo de Finestres, con una historia poco conocida. 
Como muchas otras poblaciones rurales del Ampurdán, Ultramort comenzó a aumentar su población a lo largo del siglo XVIII y continuó hasta mediados del siglo XIX, tiempo en el que alcanzó los 340 habitantes, más concretamente en 1857. Aunque logró una cierta importancia demográfica, es precisamente en estos años cuando Ultramort perdió su independencia municipal y quedó agregado al municipio de Foixá, independencia que recuperaría de nuevo en la década de 1920.
Sin embargo, desde que logró la independencia, la pérdida de población ha sido constante siguiendo la tónica de despoblación de los pueblos rurales en favor de la expansión de las poblaciones más industriales y turísticas.

## Economía
La población de Ultramort aún se dedica mayoritariamente a la agricultura y a la ganadería. La cría de ganado bovino y porcino es una actividad primordial. A principios del siglo XXI, con la vida rural en decadencia, sólo quedan unas 8 familias que se dediquen a la cría de ganado.
La extensión reducida del término municipal permite cultivar unas 300 hectáreas, siendo los cultivos más extensos el heno, la alfalfa, el maíz y el trigo, aunque también hay algunas parcelas con árboles frutales, principalmente manzanos.

## Demografía
Ultramort cuenta con una población de 214 habitantes (INE 2024).
| Gráfica de evolución demográfica de Ultramort entre 1842 y 2021 |
| |
| Población de derecho según los censos de población del INE Población de hecho según los censos de población del INEEntre el censo de 1877 y el anterior, este municipio desaparece porque se integra en el municipio Foixá Entre el censo de 1930 y el anterior, aparece este municipio porque se segrega del municipio Foixá |

- Gráfico demográfico de Ultramort entre 1497 y 2006[4][5]

- Los datos de 1497 a 1553 representan hogares.
- Los datos de 1717 a 1981 son habitantes "de hecho".
- En 1857 Ultramort se incorporó al municipio de Foixá para volver a segregarse en 1930.
- A partir de 1990 se representa la población "de derecho".

## Lugares de interés
- Iglesia de Santa Eulalia de Ultramort, del siglo XII-XIII
- Castillo de Finestres, del siglo XVI-XVII